# Paracercops setifer
Paracercops setifer är en kräftdjursart som beskrevs av Stella Vassilenko 1972. Paracercops setifer ingår i släktet Paracercops och familjen Paracercopidae. Inga underarter finns listade i Catalogue of Life.